# Kolmikanta (ö i Finland, Södra Karelen, Villmanstrand)
Kolmikanta är en ö i Finland. Den ligger i sjön Jänkynjärvi och i kommunen Villmanstrand i den ekonomiska regionen  Villmanstrands ekonomiska region  och landskapet Södra Karelen, i den södra delen av landet, 180 km nordost om huvudstaden Helsingfors. Öns area är 0,5 hektar och dess största längd är 150 meter i sydöst-nordvästlig riktning.